# 玛丽安娜·邦德
玛丽安娜·邦德（丹麥語：Marianne Bonde，1984年6月25日—），丹麦女子手球运动员。她曾代表丹麦国家队参加2012年夏季奥林匹克运动会女子手球比赛，结果获得第九名。